# Jaga mohan
Pour les articles homonymes, voir Mohan.

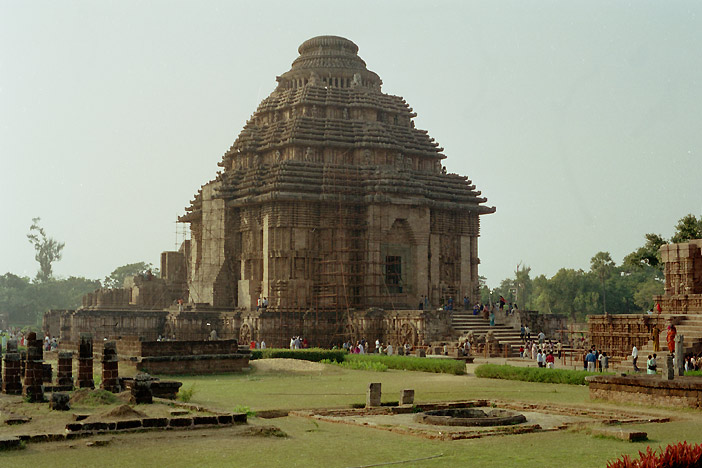
Jaga mohan du Temple de Sûrya (Konârak)

Le Jaga mohan ou Jagamohan est une salle de réunion ou de prières dans l'architecture des temples hindouistes, plus particulièrement dans l'Orissa
,.
Il se situe entre l'entrée du temple et le garbha griha c'est-à-dire le cœur du sanctuaire. Il est typique de l'architecture Nagara des temples du Nord de l'Inde. Dans le sud, on parle plutôt de mandapas qui sont de vastes salles souvent avec des colonnes.
Comme le garbha griha, il est construit le plus souvent sur un plan basé sur des structures de carrés et de cercles. Cependant, pour les temples de divinités féminines, le jaga mohan est construit sur un plan basé sur des structures de rectangles et de triangles. Tels que par exemple pour le plan du temple de Varahi Deula à Chaurasi près de Puri en Orissa .
Alors que le garbha griha qui héberge l'image ou la statue de la divinité est sombre et dépouillé, le jaga moha est généralement très décoré de sculptures de dieux, de scènes mythologiques ou d'ornements.
Le plus célèbre est celui du Temple de Sûrya à Konârak qui du fait de l'effondrement de la tour du temple (Shikhara) se révèle maintenant être la principale construction du temple.